# Рашко Младенов
Рашко Младенов (*6 лютого 1947 в Софії) – болгарський актор театру і кіно. У 2017 призначений міністром культури у тимчасовому уряді.

## Життєпис
Народився 6 лютого 1947 в Софії,посилання= Народна Республіка Болгарія. Його батько – актор Любомир Т. Младенов.
У 1972 закінчив акторську майстерність для драматичного театру у ВІТІЗ "Крастьо Сарафов" і розпочав кар'єру в Драматичному театрі "Сава Огнянов" в Русе (1972 – 1975).
Згодом він приєднався до трупи Софійського театру (1975), грав також у Молодіжному театрі імені Миколи Бінева та Національному театрі імені Івана Вазова.

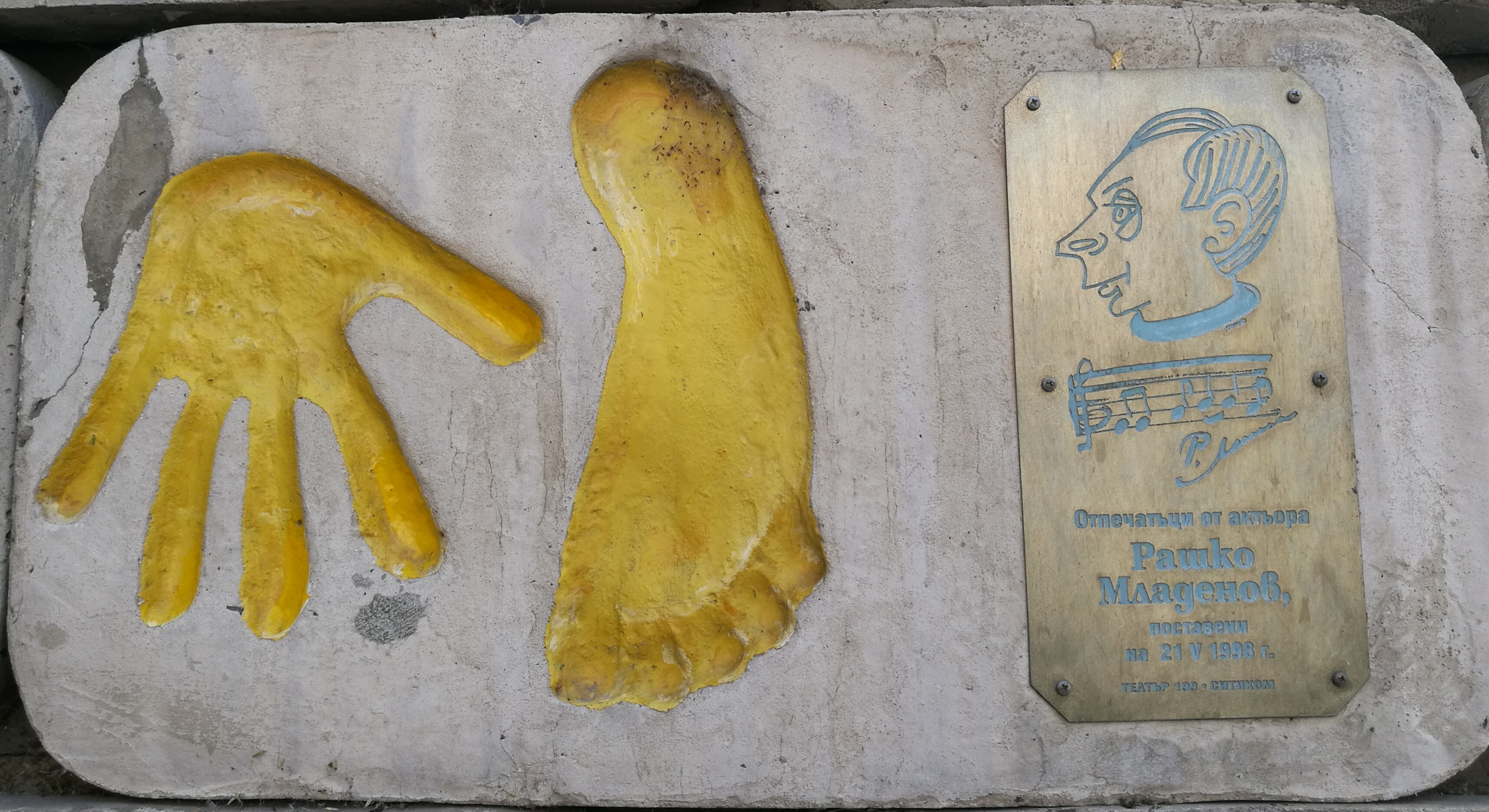
Стіна Слави перед Театром 199 – панно з принтами, повідомленням та мультфільмом Рашка Младенова.

Між 1997 та серединою 2006 був директором Театру Сатири, після чого його замінили після чергового конкурсу, оголошеного Міністерством культури.
Окрім театру, Младенов має ролі в кіно: серіали "Люди і боги" (1979), "Підробник дроздів" (1983), "Кольори сходу сонця" (1987) і такі фільми, як "Гра в кохання" (1980) та "Маргарит і Маргарита" (1989).
Рашко має 25 ролей у кіно, 14 режисерських постановок, створив музику для 23-х вистав. Написав музику до вистави "Любов – це не жарт" Альфреда де Мюссе ( Русе, 1975), "Казки" Кіплінга, "Паб під зеленим деревом" та ін.
Разом з Іцхаком Фінці Младенов закликав трупу Софійського театру поставити театральну виставу опери «Ріголетто», яка була виконана з великим успіхом. Разом із Тодором Колевим, Миколою Біневим та Іцхаком Фінці вони виконали 25 концертів із Симфонічним оркестром Болгарії із унікальним поєднанням класичних творів, в  яких вони грали, співали та диригували. Програма їхніх виступів носила назву "Першоквітневий концерт".
Младенов був чоловіком режисерки Маргарити Младенової, але вони розлучилися. Наразі Рашко Младенов одружений з Міленою Младеновою.

## Театральні ролі
- «Січень» (Йордан Радічков) – листоноша
- «Зимова казка» (Вільям Шекспір) – Флорізель
- "Невдахи"
- Любов – це не жарт (Муза) – Метер Бріден
- Тузенбах
- Вершинін
- Три сестри (Антон Чехов)
- "Нехай буде літо"

## Телевізійний театр
- «Коловоз» (1989) (Володимир Арро) – Пиромов
- "Кілометри" (1989) (Кева Апостолова)
- "Реабілітація" (1988) (Євген Тодоров)
- "Непотрібні речі з особистого життя" (1985) (Сергій Коковкін)
- "Суддя і жовта троянда" (1984) (Георгій Данаїлов)
- Останній поєдинок (1984) (Мар Байджиєв)
- Чужа дитина (1983) (В. Шиваркін)
- Місячний камінь (1982) (Вілкі Коллінз), 3 частини
- "Правда! Тільки правда! "(1980) (Даніель Ел)
- Третє покоління (1978) (Микола Мірошниченко)
- Велика розмова (Герман Балуєв та Олександр Герман) (1978)

## Фільмографія
| Рік         | Фільми та серіали             | Серія | Роль                                                           |
| ----------- | ----------------------------- | ----- | -------------------------------------------------------------- |
| 1990        | Музичний момент               |       |                                                                |
| 1990        | Племінник-іноземець           |       | вчитель музики                                                 |
| 1989        | Кроки на снігу                |       |                                                                |
| 1989        | Маргарит та Маргарита         |       | балетмейстер Юліанчо                                           |
| 1989        | Кілометри                     |       |                                                                |
| 1987        | Кольори сходу сонця           | 3     | Олександр Корфунозов – "Сашо Кофуна", керівник злочинної групи |
| 1985        | Костянтин Філософ             | 2     | філософ Фотій                                                  |
| 1984        | Шлях музикантів               |       | кларнетист                                                     |
| 1983        | Велика гра                    | 6     |                                                                |
| 1983        | Підробник вугрів              | 3     | Лейтенант Микола Іванов, слідчий                               |
| 1983        | Костянтин Філософ             | 6     | філософ Патріарх Фотій                                         |
| 1983        | Розшукується нова мати        |       | Марін                                                          |
| 1981        | Літак                         |       | Священник Горчо                                                |
| 1980        | Любовна гра                   |       | Боббі                                                          |
| 1979        | Адреса                        |       | Гюлєв, менеджер курорту                                        |
| 1979        | Фотографії на пам’ять         |       | Станімир                                                       |
| 1979        | Люди і боги                   | 3     | Валерій Горбачевський, вчений з Інституту фізики               |
| 1978        | Компрасіта                    |       | журналіст Хінов                                                |
| 1977        | Сонячний удар                 |       | Бальчев                                                        |
| 1976        | Етюд для лівої руки           |       | Майор Гаврил Стоїлов                                           |
| 1975        | Океанська віза                |       | четвертий механік                                              |
| 1974        | Начисто                       |       | Іван                                                           |
| 1972        | Хлопчик їде                   |       | Однокласник Рана                                               |
| 1971 - 1972 | Це спокійне повсякденне життя | 3     |                                                                |